# 谷口彰悟
谷口彰悟（日语：／ Shogo Taniguchi，1991年7月15日—），日本足球運動員，現效力於比甲球隊聖圖爾登，日本國家足球隊成員。其妻子是日本女藝人泉里香。

## 俱樂部生涯
2014年1月，毕业于筑波大学的谷口彰悟就开始为日职联赛的川崎前锋效力。除了在场上司职后腰外，谷口彰悟还可以在后防上司职中后卫，边后卫等位置。
进入职业联赛以来，谷口彰悟连续六年联赛出勤场次30多次。作为一名中卫，谷口彰悟具备很强的进球能力，在很多场比赛里都有过关键进球。
谷口彰悟是川崎前锋的主力球员，代表川崎前锋参加过亚冠联赛，并且对广州恒大的比赛有过出場。
1月31日，川崎前锋官方宣布，主力中卫谷口彰悟当选为新任队长。
2022年12月29日，卡塔尔赖扬足球俱乐部官方宣布，已经与日本国脚谷口彰悟签约。

## 國家隊生涯
2015年7月23日，时任日本男足主帅哈维尔·哈利霍维奇公布了出征中国武汉2015年东亚杯的最终23人大名单，效力于川崎前锋的中场球员谷口彰悟第一次入选国家队。
2015年8月2日，2015年东亚杯的首场比赛朝鲜与日本，谷口彰悟首发出场，完成了自己在日本国家队的处子秀。然而球队在先进一球的情况下，被朝鲜队2-1逆转，输掉了揭幕战。
2022年11月，谷口彰悟入选日本队2022年世界杯大名单。

## 個人生活
2025年6月25日，谷口彰悟在社交媒体公布与模特、演员泉里香结婚。

## 外部連結
- 川崎フロンターレによる公式プロフィール
- 谷口彰悟的X（前Twitter）
- 谷口彰悟的Instagram帳戶
- 谷口彰悟選手のブログ（页面存档备份，存于）